# Nazionale maschile under 18 di pallacanestro del Mozambico
La nazionale di pallacanestro mozambicana Under-18 è una selezione giovanile della nazionale mozambicana di pallacanestro, ed è rappresentata dai migliori giocatori di nazionalità mozambicana di età non superiore ai 18 anni.
Partecipa a tutte le manifestazioni internazionali giovanili di pallacanestro per nazioni gestite dalla FIBA.

## Partecipazioni

### FIBA AfroBasket Under-18
- 1980 - 4°
- 1982 -  2°
- 1984 -  3°
- 1988 -  2°
- 2006 - 8°

- 2008 - 10°
- 2010 - 4°
- 2012 - 7°
- 2014 - 7°